# Вила-Гарсия (Амаранте)
Вила-Гарсия (порт. Vila Garcia) — населённый пункт и район в Португалии, входит в округ Порту. Является составной частью муниципалитета Амаранте. По старому административному делению входил в провинцию Дору-Литорал. Входит в экономико-статистический субрегион Тамега, который входит в Северный регион. Население составляет 671 человек на 2001 год. Занимает площадь 3,60 км².